# Chiến dịch Bermuda Hundred

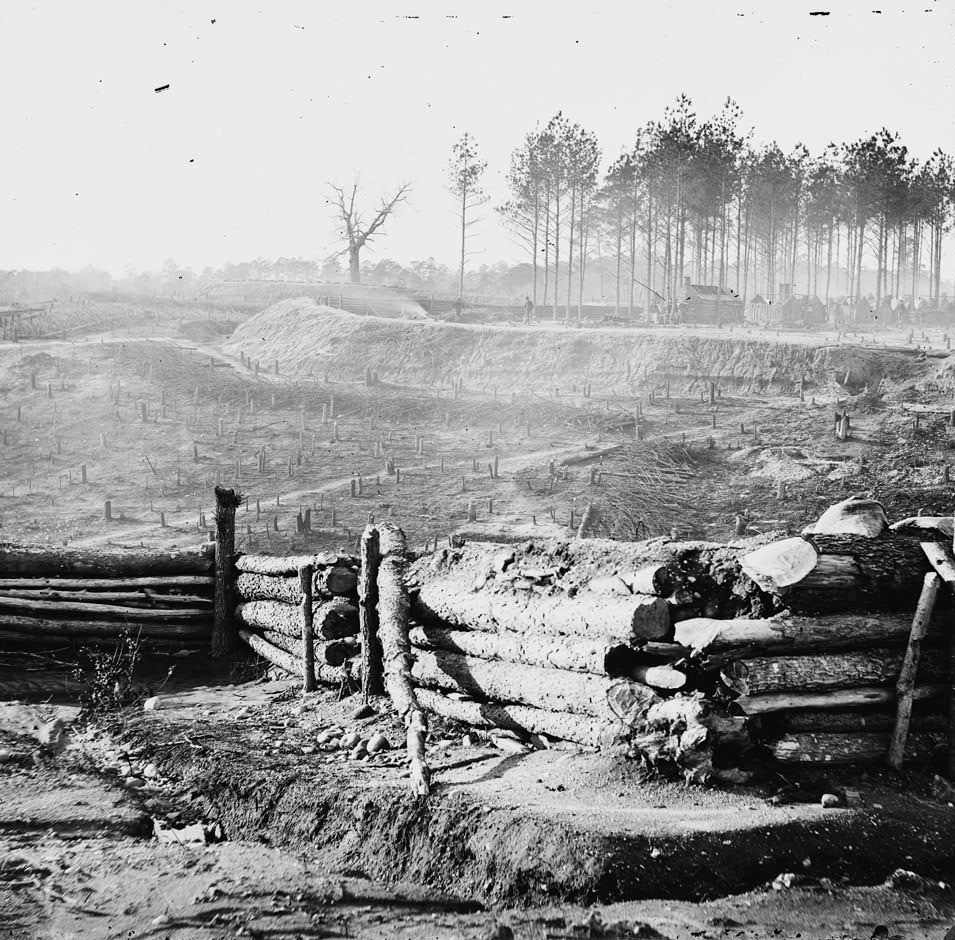
Các công sự của quân miền Bắc tại Bermuda Hundred

Chiến dịch Bermuda Hundred là một chuỗi các trận đánh diễn ra tại thị trấn Bermuda Hundred, bên ngoài thành phố Richmond, Virginia, trong tháng 5 năm 1864 thời Nội chiến Hoa Kỳ. Thiếu tướng miền Bắc Benjamin Butler, tư lệnh Binh đoàn James, đã đe dọa Richmond từ phía đông nhưng bị chặn đứng bởi lực lượng của đại tướng miền Nam P.G.T. Beauregard.